# 富思覺
富思覺（德語：Scott Vollmerich，1991年8月30日—）為德國籃球運動員，司職中鋒，曾效力香港甲一籃球聯賽球隊永倫。

## 籃球生涯
富思覺的父親是德國人，母親則是中國人，富思覺生於香港，直到18歲時遠赴英國諾定咸大學，並修讀經濟及財經科的碩士學位，期間代表學校校隊出戰校際籃球聯賽，畢業後，富思覺順理成回章香港投身金融界，由於他的哥哥認識現時永倫球員賀斯福，使富思覺經他介紹後得到試訓機會，並由2016年10月開始每個星期都會跟永倫訓練，最後他成功以本地球員身份加盟香港甲一聯賽勁旅永倫，並於對英華明星隊的英華皕載籃球明星邀請賽，首度代表永倫比賽。

## 外部連結
- 香港籃球總會網頁（页面存档备份，存于）